# Diplosporia
Diplosporia é um tipo de apomixia gametofítica, na qual, mediante mitose, se forma um saco embrionário e célula-ovo com o mesmo complemento cromossômico da planta mãe. Difere da aposporia, o outro tipo de apomixia, pois o saco embrionário se origina da divisão mitótica da célula mãe de megásporo.